# Ectinohoplia pictipes
Ectinohoplia pictipes är en skalbaggsart som beskrevs av Leon Fairmaire 1889. Ectinohoplia pictipes ingår i släktet Ectinohoplia och familjen Melolonthidae. Inga underarter finns listade i Catalogue of Life.